# Hansjörg Auer
Hansjörg Auer (Zams, 18 febbraio 1984 – Howse Peak, 16 aprile 2019) è stato un arrampicatore e alpinista austriaco.
È divenuto famoso per alcune salite in free solo, ovvero in arrampicata libera solitaria senza assicurazione, dove per la mancanza di ogni genere di protezione un qualsiasi errore si rivelerebbe fatale. In particolare nel 2007 ha suscitato scalpore la sua salita in free solo della celebre via Attraverso il Pesce sulla parete sud della Marmolada, via di 900 metri di grado fino al 7b+.

## Principali salite
Ha compiuto prime libere e ha aperto nuove vie estreme in varie parti del mondo, dalle Alpi alla Patagonia, dal Karakorum alla Norvegia. Nel seguente elenco alcune delle più note:
- Attraverso il Pesce - Marmolada (ITA) - 2007 - Prima salita in free solo, 900 m 7b+
- Silberschrei - Sasso di Santa Croce (ITA) - 2009 - Prima salita in libera con Thomas Schreiber della via aperta nel 2005, 300 m 7c[2]
- Vogelfrei - Schüsselkarspitze (AUT) - 2009 - Prima salita in libera, 400 m 8b/+[3]
- Waiting for Godot - Torres del Paine (CHI) - 2010 - Prima salita con Much Mayr, 750 m 7b[4]
- Pan Aroma - Cima Ovest di Lavaredo (ITA) - 14 agosto 2010 - Seconda salita della via di Alexander Huber[5]
- Schiefer Riss - Sagwand (AUT) - 16-17 marzo 2013 - Prima invernale con David Lama e Peter Ortner[6]
- Kunyang Chhish East - 18 luglio 2013 - Prima ascensione della inviolata montagna del Karakorum, insieme a Simon Anthamatten e al fratello Matthias Auer[7] L'ascensione è stata una delle cinque nominate per il Piolet d'Or 2014,[8] anche se poi non ha ricevuto il premio.[9]

## Incidente sull'Howse Peak
Muore all'età di 35 anni, dopo avere completato la prima ripetizione della via M-16 sull'Howse Peak il 16 aprile, nel parco Nazionale di Banff (Canada), colpito da una valanga nel corso della discesa, insieme al connazionale  David Lama e l'alpinista statunitense Jess Roskelley, i corpi degli alpinisti sono stati successivamente recuperati il 21 aprile.